# 小山弘健
小山 弘健（こやま ひろたけ、1912年（明治45年）6月21日 - 1985年（昭和60年）1月16日）は、日本の歴史学者。

## 略歴
大阪府出身。天王寺商業学校卒。マルクス主義研究や軍事技術研究から出発。日本の近代経済史や労働・社会運動史の研究を行った。日本共産党の党員であったが除名。1968年本州大学（現：長野大学）教授。

## 著書
- 近代軍事技術史（三笠書房 1941年）
- 近代日本軍事史概説（伊藤書店 1944年）
- 日本資本主義論争の現段階（青木選書 1956年）
- 日本マルクス主義史（青木選書 1956年）
- 戦後日本共産党史 党内闘争の歴史（三月書房 1958年）
- 戦後の日本共産党（青木新書 1962年）
- 革命運動の虚像と実像（芳賀書店（今日の状況叢書） 1965年）
- 日本労働運動史 抵抗と解放のたたかい（社会新報 1968年）
- 戦闘的左翼の世界的潮流（現代史研究所 1969年）
- 日本階級運動の現段階（現代史研究所 1970年）
- 軍事思想の研究（新泉社 1970年）
- 現代革命の虚像と実像（芳賀書店 1970年）
- 反体制運動の変革（現代史研究所 1971年）
- 図説世界軍事技術史（芳賀書店 1972年）
- 日本軍事工業の史的分析 日本資本主義の発展構造との関係において（御茶の水書房 1972年）
- 日本社会運動史研究史論 文献目録とその解説 1899-1956（新泉社 1976年）
- 日本社会運動史研究史論 続（新泉社 1979年5月）
- たたかう住民たち（新泉社 1984年11月）
- 戦前日本マルクス主義と軍事科学（エスエル出版会 1985年10月）

## 共編著
- 日本産業機構研究（上林貞治郎、北原道貫共著 伊藤書店 1943年）
- 日本資本主義論争史（青木文庫 1953年）
- 日本労働運動社会運動研究史 戦前・戦後の文献解説（三月書房 1957年）
- 日本帝国主義史 第1-3巻（浅田光輝共著 青木書店 1958年-1960年）
- 片山潜 第1-2部（岸本英太郎、渡辺春男共著 未来社 1959年-1960年）
- 日本近代社会思想史（岸本英太郎京編著 青木書店 1959年）
- 講座現代反体制運動史 全3巻（信夫清三郎、渡部徹共編 青木書店 1960年）
- 日本の非共産党マルクス主義者 山川均の生涯と思想 岸本英太郎共編著（三一書房（さんいち・らいぶらり） 1962年）
- 日本社会党史（清水慎三共編著 芳賀書店 1965年）
- 日本マルクス主義史概説（芳賀書店 1967年）
- 安保条約論争史（社会新報 1968年）
- マルクス主義の再構築めざして 共産主義革新の一軌跡（西尾昇、八木萌共編著 現代史研究所 1969年）
- 戦闘的左翼とはなにか（浅田光輝共編 芳賀書店 1969年）
- 反安保の論理と行動（樺俊雄共編 有信堂 1969年）
- 戦闘的労働運動の論理 （夏目孝一共編 芳賀書店 1970年）
- 講座日本の革命思想 第6巻 永続革命の構想（芳賀書店 1970年）
- 回想・日本の革命運動（荒畑寒村、春日庄次郎、山本正美 現代史研究所 1971年）
- 現代革命の世界（佐藤浩一共著 有信堂 1971年）
- 天皇制国家論争（浅田光輝共著 三一書房 1971年）
- 現代共産党論 高度資本主義国共産党の変容と展開（海原峻共編著 柘植書房 1977年4月）

## 親族
- 女優の小山明子は姪。